# ریخته‌گری در قالب گچی
ریخته‌گری در قالب گچی (به انگلیسی: gypsum - CaSO4-2H2O)Plaster Mold Casting)) روشی در ریخته‌گری فلزات و مشابه ریخته‌گری ماسه ای است، با این تفاوت که مواد قالب‌گیری به جای ماسه، گچ پاریس است. مانند ریخته‌گری شن و ماسه، ریخته‌گری قالب گچ نیز یک فرایند قالب مصرفی است، اما فقط با مواد غیر آهنی قابل استفاده است.

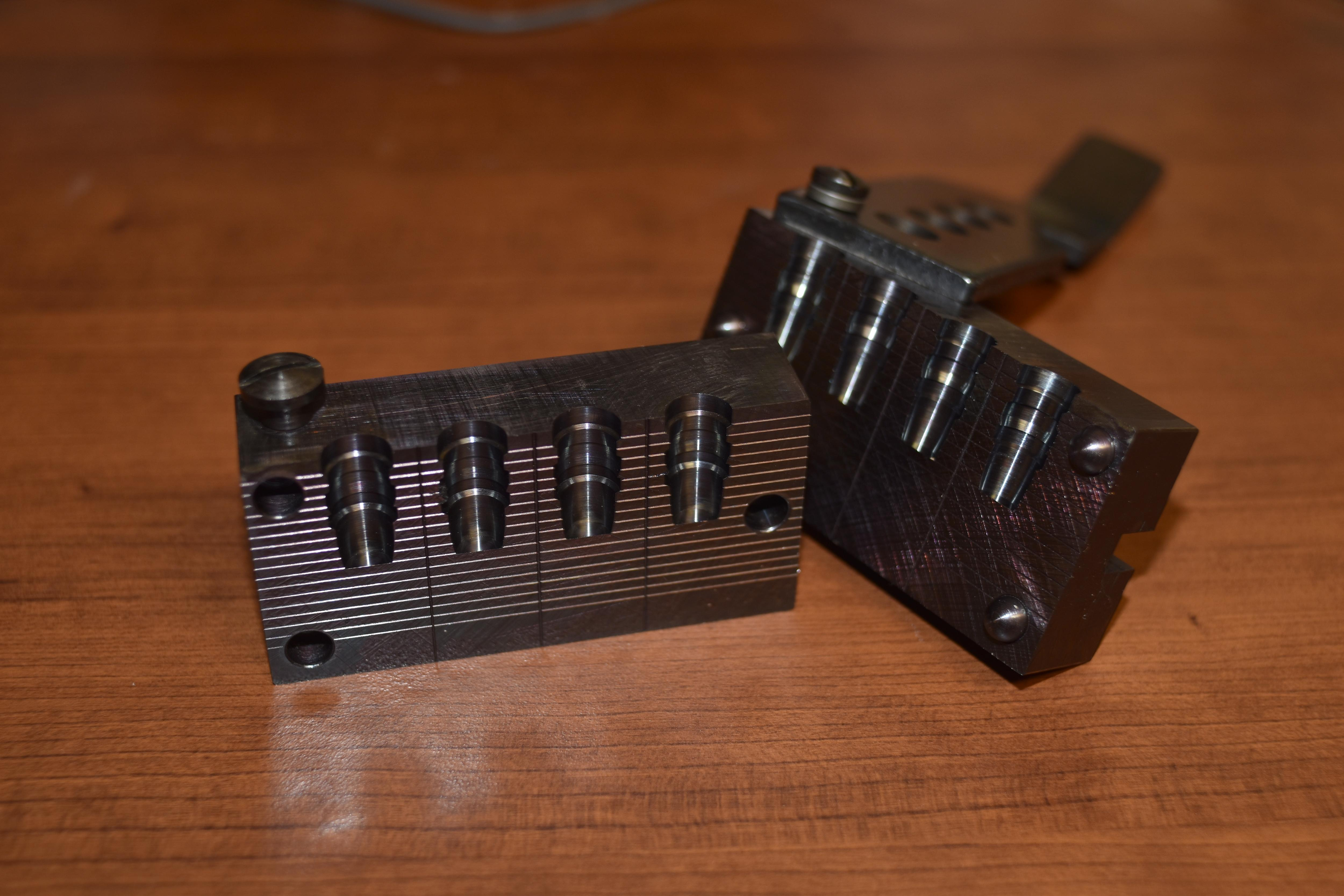
نمونه ساخت (اجزا قفل)

این برای ریخته‌گری‌های کوچک ۳۰ گرم (۱ اونس) تا اندازه ۴۵کیلوگرم (۹۹ پوند) استفاده می‌شود. به‌طور کلی، آماده‌سازی فرم کمتر از یک هفته طول می‌کشد. نرخ تولید ۱–۱۰ واحد در ساعت را می‌توان با قالب‌های گچی بدست آورد.
قطعاتی که به‌طور معمول با ریخته‌گری در قالب گچی ساخته می‌شوند، اجزای قفل، چرخ دنده‌ها، سوپاپ‌ها، اتصالات، ابزار و تزئینات هستند.

## جزئیات
در این روش از گچ خالص استفاده نمی‌شود بلکه برای افزایش استحکام در حالت خیس، استحکام حالت خشک، نفوذپذیری، و قابلیت ریخته‌گری، به آن مواد دیگری افزوده می‌کنند.
به عنوان مثال از تالک و اکسید منیزیم برای جلوگیری از ترک برداشتن و کاهش زمان سفت شدن، و از آهک و سیمان برای محدود کردن انبساط در زمان پخت، و از الیاف شیشه برای افزایش استحکام قالب، استفاده می‌شود. از شن و ماسه نیز به عنوان ماده پرکننده می‌توان استفاده کرد.
نسبت این مواد معمولاً %۷۰–۸۰ گچ و %۲۰–۳۰ مواد افزودنی می‌باشد.

این الگو ممکن است از قالب‌های لاستیکی برای هندسه پیچیده استفاده شود. به این قالب‌ها قالب‌های گچ لاستیکی گفته می‌شود. به عنوان مثال، اگر ریخته‌گری شامل زاویه‌های ورودی مجدد یا سطوح پیچیده زاویه ای باشد، لاستیک برخلاف فلز به اندازه کافی انعطاف‌پذیر است که باید برداشته شود.

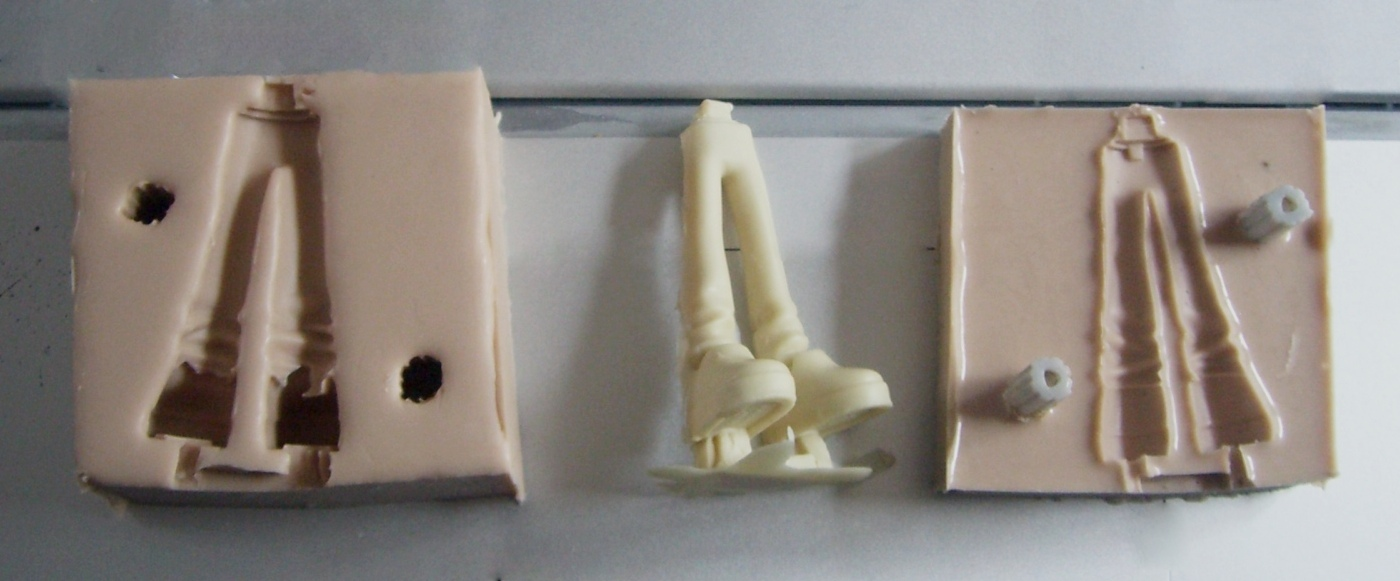

ریخته‌گری قالب گچ نوعی فرایند قالب مصرفی است، به این معنی که قالبها به‌طور کلی مورد استفاده مجدد قرار نمی‌گیرند. این فرایند فقط با مواد غیر آهنی قابل استفاده است: فلزاتی که آهن ندارند. برای ایجاد ریخته‌گری در اندازه‌های ۳۰ گرم تا ۴۵ کیلوگرم استفاده می‌شود.
آماده‌سازی فرم گچ به‌طور معمول کمتر از یک هفته طول می‌کشد و آن را به وسیله ای سریعتر برای تولید تبدیل می‌کند. با قالب‌های گچی می‌توان به نرخ‌های یک تا ده واحد در ساعت دست یافت.
تلرانس‌های معمولی ۰٫۱ میلی‌متر (۰٫۰۰۳۹ اینچ) برای ۵۰ میلی‌متر اول (۲٫۰ اینچ) و ۰٫۰۲ میلی‌متر در سانتی‌متر اضافی (۰٫۰۰۲ اینچ در هر اینچ اضافی) است. پیش نویس ۰٫۵ تا ۱ درجه لازم است. اتمام سطح استاندارد که قابل دستیابی است ۱٫۳ تا ۴ میکرومتر (۵۰–۱۲۵ میکرومتر) است.

### روند کار
ابتدا خط تقسیم تعیین می‌شود  یا دو قسمت ساده یا پیچیده‌تر (۳ یا بیشتر). سپس گچ را مخلوط کرده و با یک لایه نازک از ماده جدا کننده الگو را اسپری می‌کنند تا از چسبیدن گچ به طرح جلوگیری شود. سپس گچ بر روی الگو ریخته می‌شود و واحد متزلزل می‌شود تا گچ ویژگی‌های کوچک را پر کند. گچ تنظیم می‌شود، معمولاً در حدود ۱۵ دقیقه انجام می‌شود و الگوی آن برداشته می‌شود. سپس قالب بین ۱۲۰ درجه سانتیگراد (۲۴۸ درجه فارنهایت) و ۲۶۰ درجه سانتیگراد (۵۰۰ درجه فارنهایت) پخته می‌شود تا آب اضافی آن گرفته شود. سپس قالب خشک شده مونتاژ، پیش گرم شده و فلز ریخته می‌شود. سرانجام، پس از جامد شدن فلز، گچ از قسمت ریخته شده شکسته می‌شود. قالب معمولاً از فلز آسیب می‌بیند بنابراین استفاده مجدد معمولاً انجام نمی‌شود. گچ دور ریخته شده می‌تواند با سنگ زنی بازیافت شود، اما باید مراقبت شود زیرا گرد و غبار سیلیس باعث آسیب ریه می‌شود

## مزایا و معایب

### مزایا
ریخته‌گری قالب گچ در مواقعی که به اتمام سطح عالی و دقت ابعادی مناسب نیاز باشد، استفاده می‌شود. از آنجا که گچ از نظر هدایت حرارتی و ظرفیت حرارتی کم است، فلز نسبت به قالب ماسه با سرعت کمتری خنک می‌شود، که به فلز اجازه می‌دهد مقاطع نازک را پر کند. حداقل مقطع ممکن ۰٫۶ میلی‌متر (۰٫۰۲۴ اینچ) است. این منجر به ریخته‌گری نزدیک شکل خالص می‌شود که می‌تواند یک مزیت هزینه برای قطعات پیچیده باشد. همچنین حداقل مواد قراضه تولید می‌کند.

### معایب
مهمترین عیب این فرایند این است که فقط با مواد غیر آهنی مانند ذوب آلومینیوم، منیزیم و آلیاژهای روی و بعضاً مس می‌توان از آن استفاده کرد. متداول‌ترین مواد آلومینیوم است. حداکثر دمای کار گچ ۱۲۰۰ درجه سانتیگراد (۲۲۰۰ درجه فارنهایت) است، بنابراین مواد دمای ذوب بالاتر قالب گچ را ذوب می‌کنند. همچنین گوگرد موجود در گچ با آهن واکنش می‌دهد و آن را برای ریخته‌گری مواد آهنی نامناسب می‌کند.
از دیگر معایب این است که زمان خنک سازی طولانی مدت باعث محدود شدن حجم تولید می‌شود. قالبهای یکبار مصرف اغلب در آب خاموش می‌شوند اما فقط پس از انجماد کامل، فلز داغ در همه جا پرواز نمی‌کند. رفع صحیح می‌تواند به از بین بردن قالب کمک کند و در برخی از آلیاژها نیز تقویت می‌شود.
گچ به اندازه ماسه پایدار نیست، بنابراین به عوامل مختلفی از جمله قوام ترکیب گچ، روش‌های ریختن و روش‌های پخت بستگی دارد. اگر این عوامل از نزدیک کنترل نشوند، قالب می‌تواند تحریف شود، هنگام خشک شدن کوچک شود، سطح ضعیفی داشته باشد یا کاملاً خراب شود.

## کاربرد
ریخته گری محصولات با سطح بسیار صاف تولید می کند ، امکان ریخته گری اشکال پیچیده با دیواره های نازک را فراهم می کند ، می تواند با هزینه کمتری نسبت به سایر فرآیندها مانند ریخته گری سرمایه گذاری ، قطعات بزرگ را تشکیل دهد و از دقت ابعادی بالاتری نسبت به ماسه برخوردار است ریخته گری
عیب عمده ریخته گری قالب گچ این است که فقط در آلیاژهای آلومینیوم ، روی ، منیزیم و گاهی اوقات مس می توان از آن در دمای ذوب پایین استفاده کرد. متداول ترین ماده ریخته گری آلومینیوم است. حداکثر دمای کار گچ 1200 درجه سانتیگراد (2200 درجه فارنهایت) است ، بنابراین اگر یک فلز برای ذوب شدن باید در دمای بالاتر گرم شود ، نمی توان آن را گچ کاری کرد. دلیل اینکه فقط می توان از فلزات غیر آهنی استفاده کرد این است که گوگرد موجود در گچ با آهن واکنش می دهد. عیب دیگر این است که زمان خنک کننده طولانی تر می تواند حجم تولید را محدود کند.
ریخته گری قالب گچ اغلب برای ساخت اجزای قفل ، چرخ دنده ها ، شیرآلات ، تزئینات ، اتصالات و ابزار مورد استفاده قرار می گیرد. این همچنین برای نمونه های اولیه و تولید کوتاه مدت قطعات آلومینیوم و روی استفاده می شود.

## خلاصه و نکات مهم
در فرایند متداول، گچ پاریس با آب مخلوط می‌شود و دوغابی تولید می‌شود که روی الگوی دائمی موجود در یک جعبه قالب ریخته می‌شود. با تنظیم یک قالب سفت و سخت تولید می‌شود که پس از سلب الگو، در دمای بالا خشک می‌شود تا آب آزاد و ترکیب شیمیایی قبل از ریخته شدن فلز به قالب خارج شود. این روش یک قالب قوی، متراکم، اما ذاتاً نفوذ ناپذیر تولید می‌کند. از این رو، برای اطمینان از پر شدن کامل قالب توسط فلز، ریخته‌گری فلز باید با کمک خلأ یا فشار انجام شود. خاصیت عایق بودن گچ باعث افزایش عمر مایعات فلز می‌شود که به پر کردن قالب و تولید مقاطع نازک کمک می‌کند.
برنامه‌های معمول شامل پمپ‌های بزرگ، بدنه سوپاپ‌ها، پروانه‌های کشتی، ریخته‌گری مهندسی بزرگ است.